# Kampus Ochota

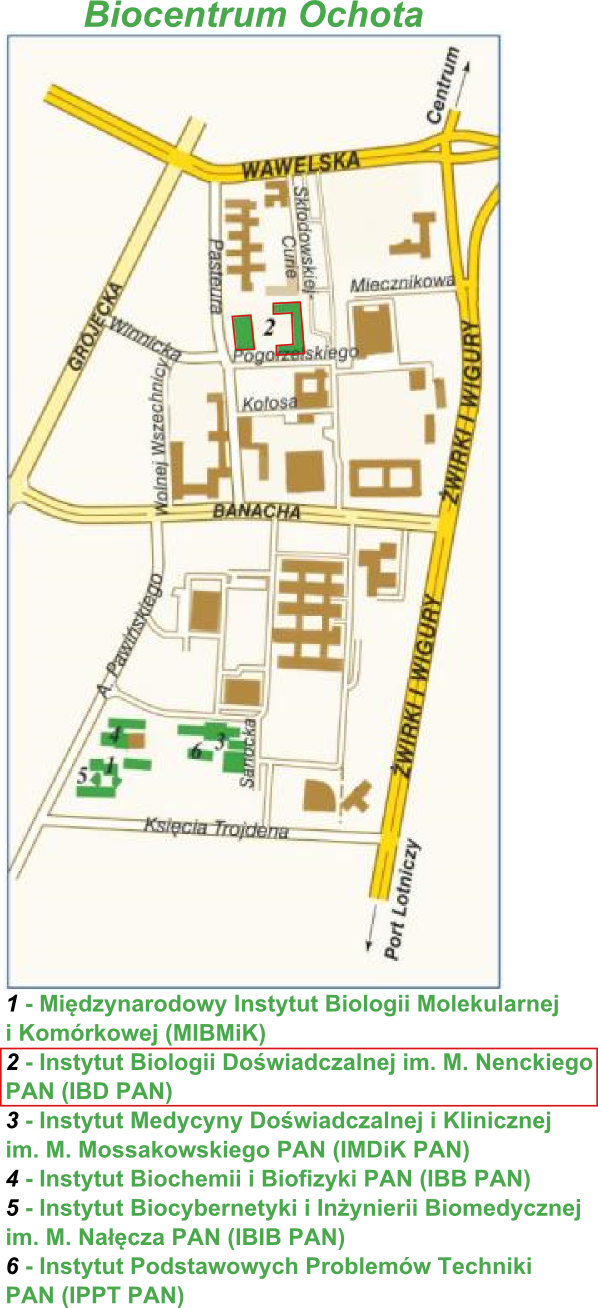

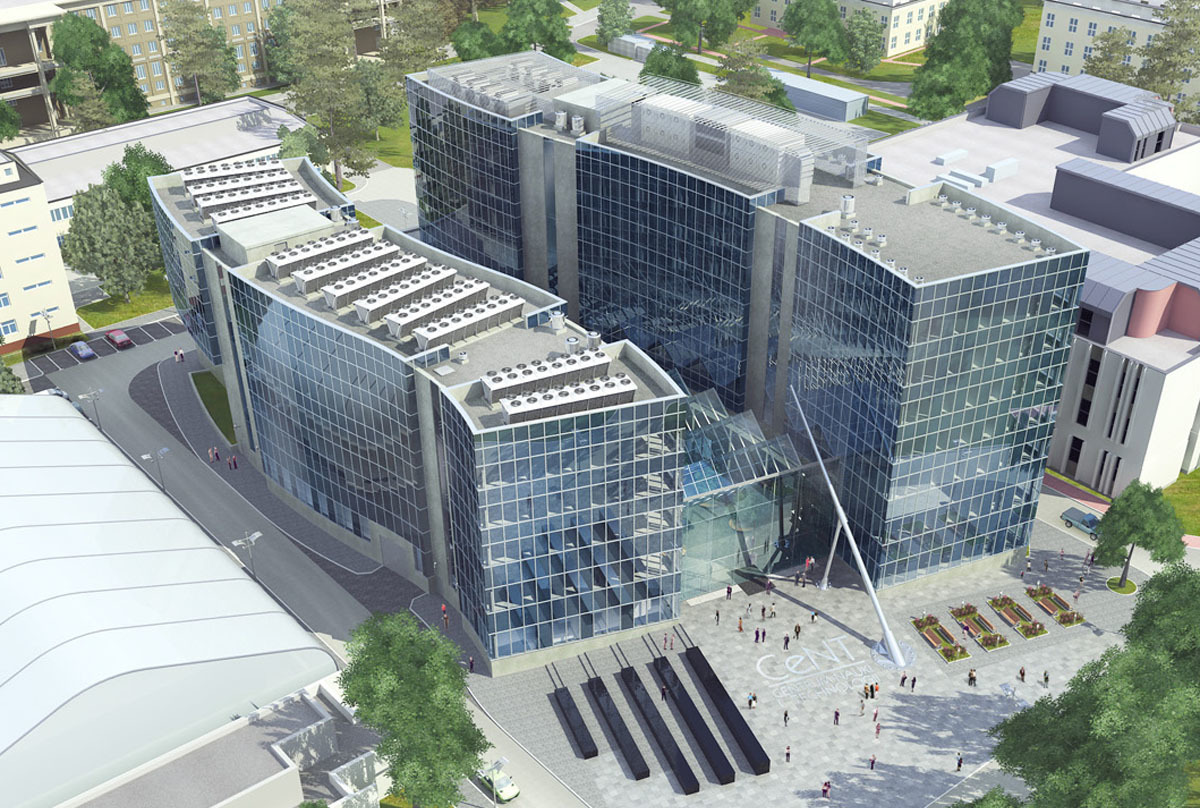
Centrum Nowych Technologii przy ul. Banacha 2c

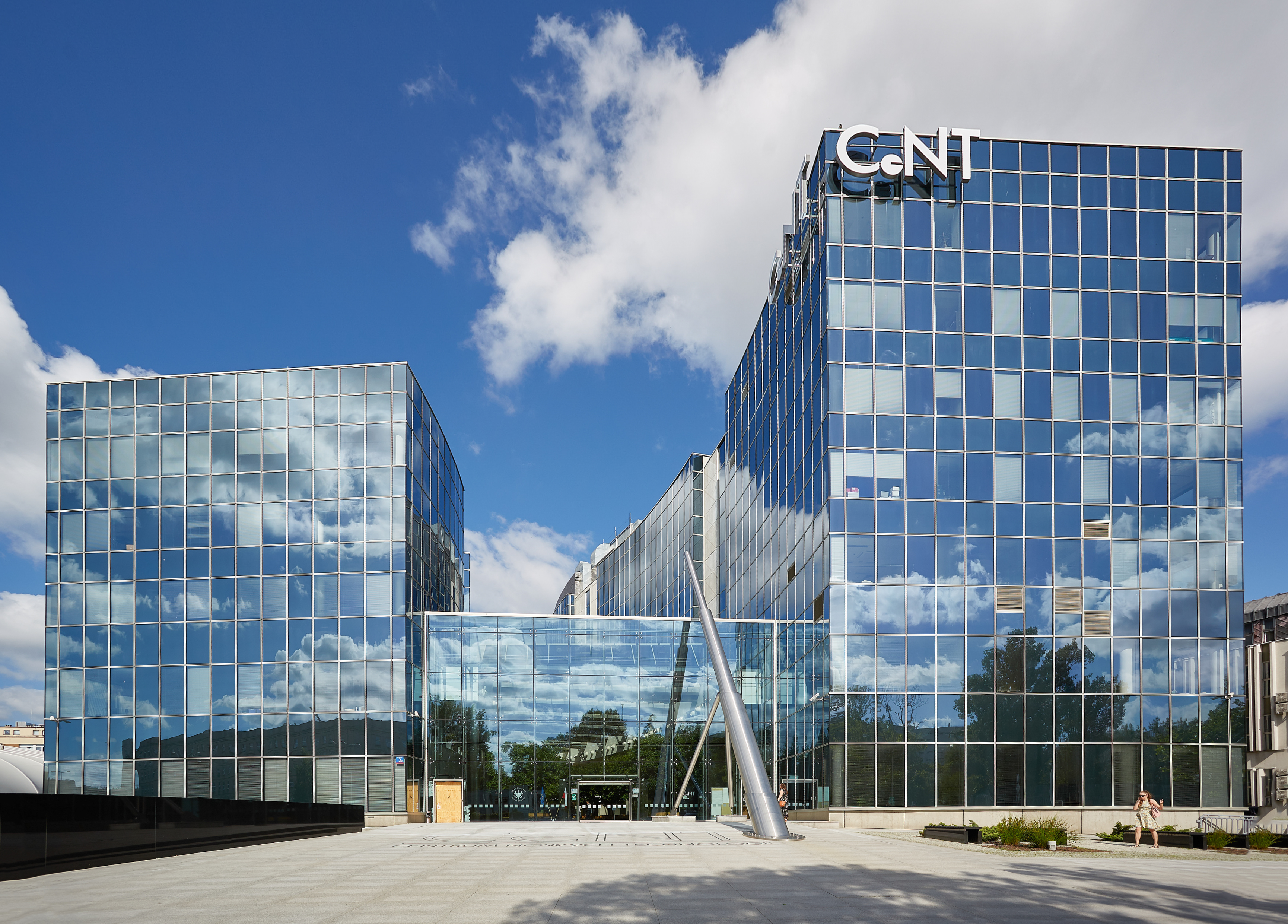
Budynek CeNT

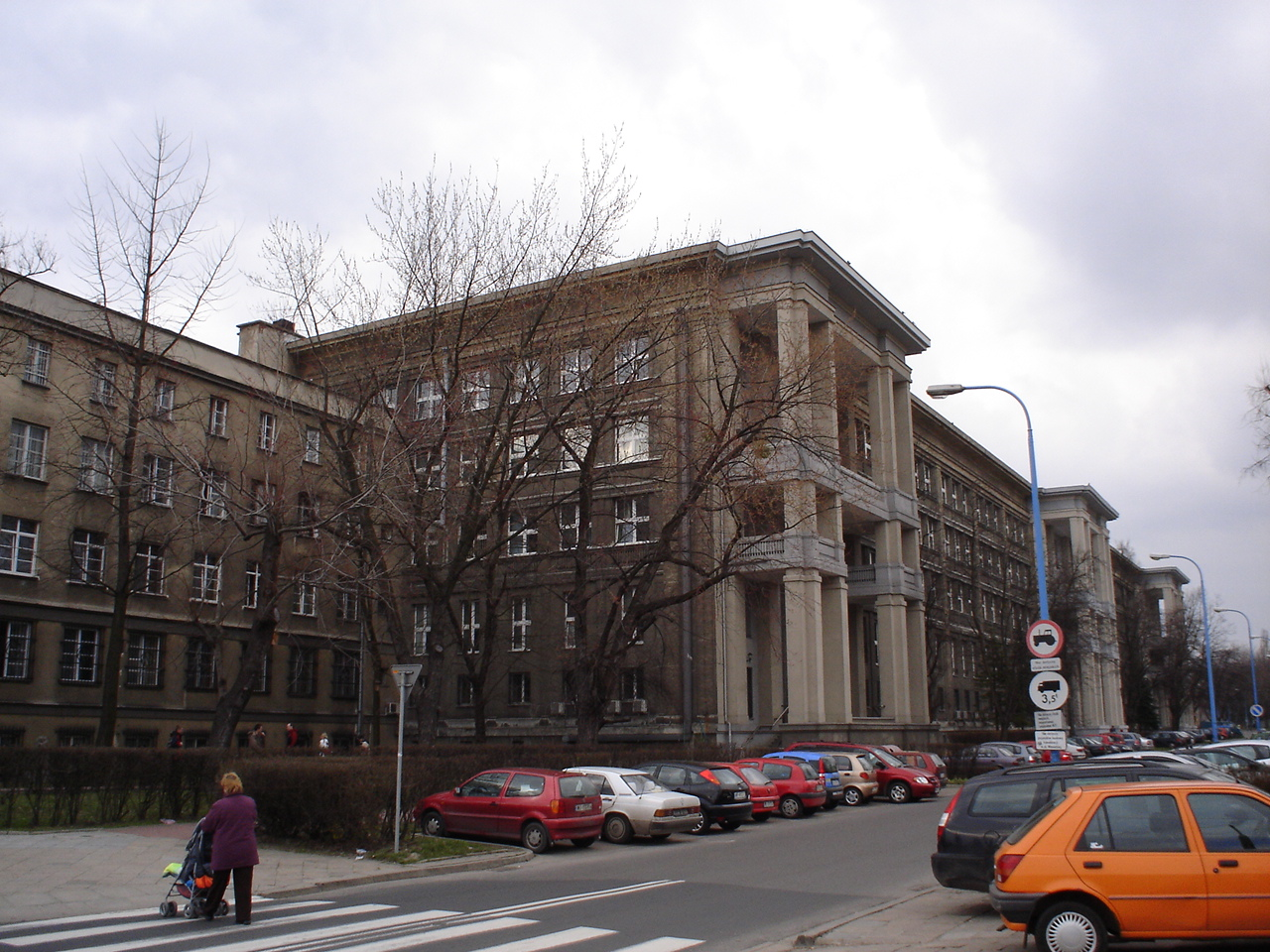
Wydział Matematyki, Informatyki i Mechaniki UW przy ulicy Banacha 2

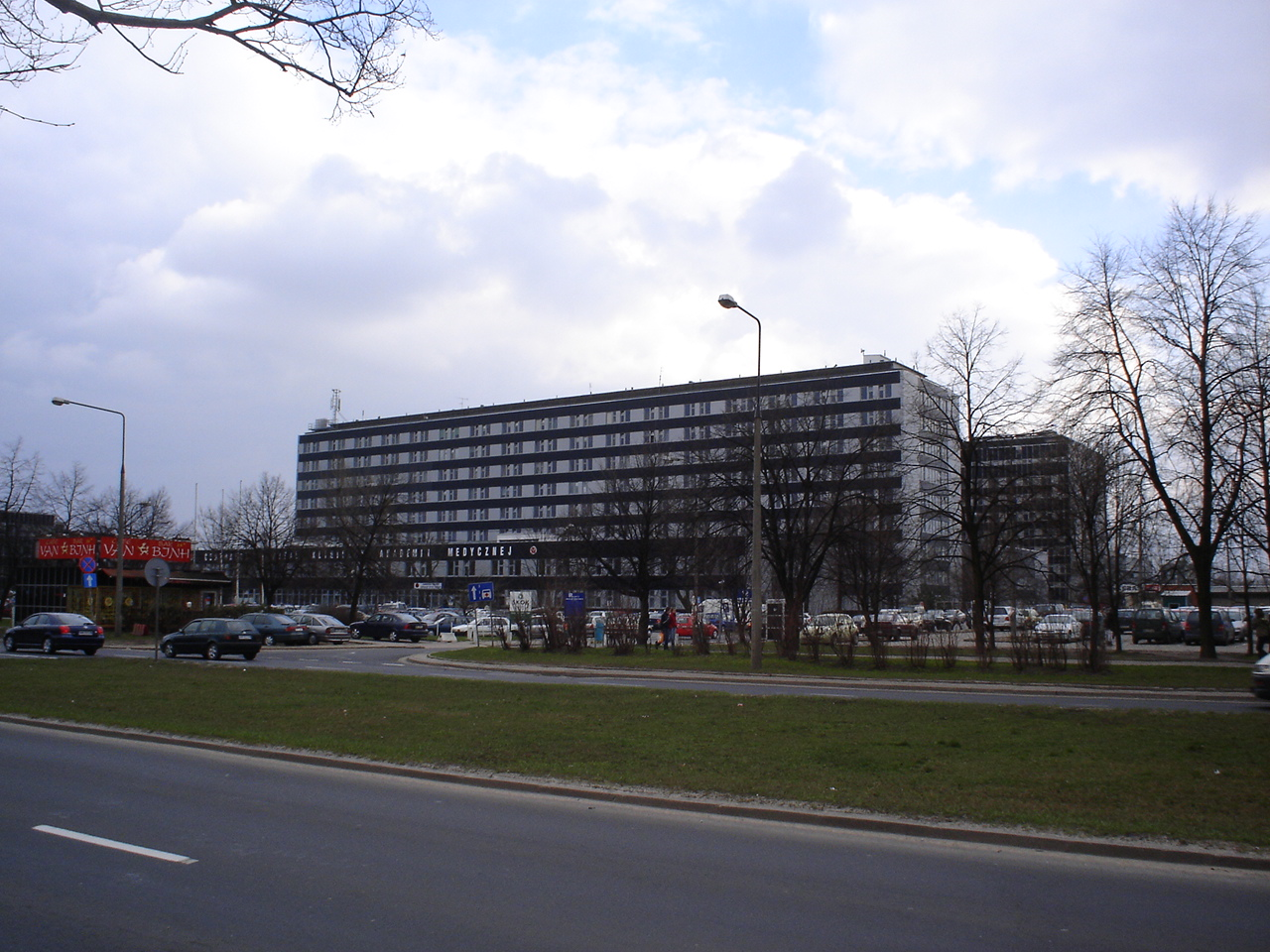
Samodzielny Publiczny Centralny Szpital Kliniczny Warszawskiego Uniwersytetu Medycznego przy ulicy Banacha 1a

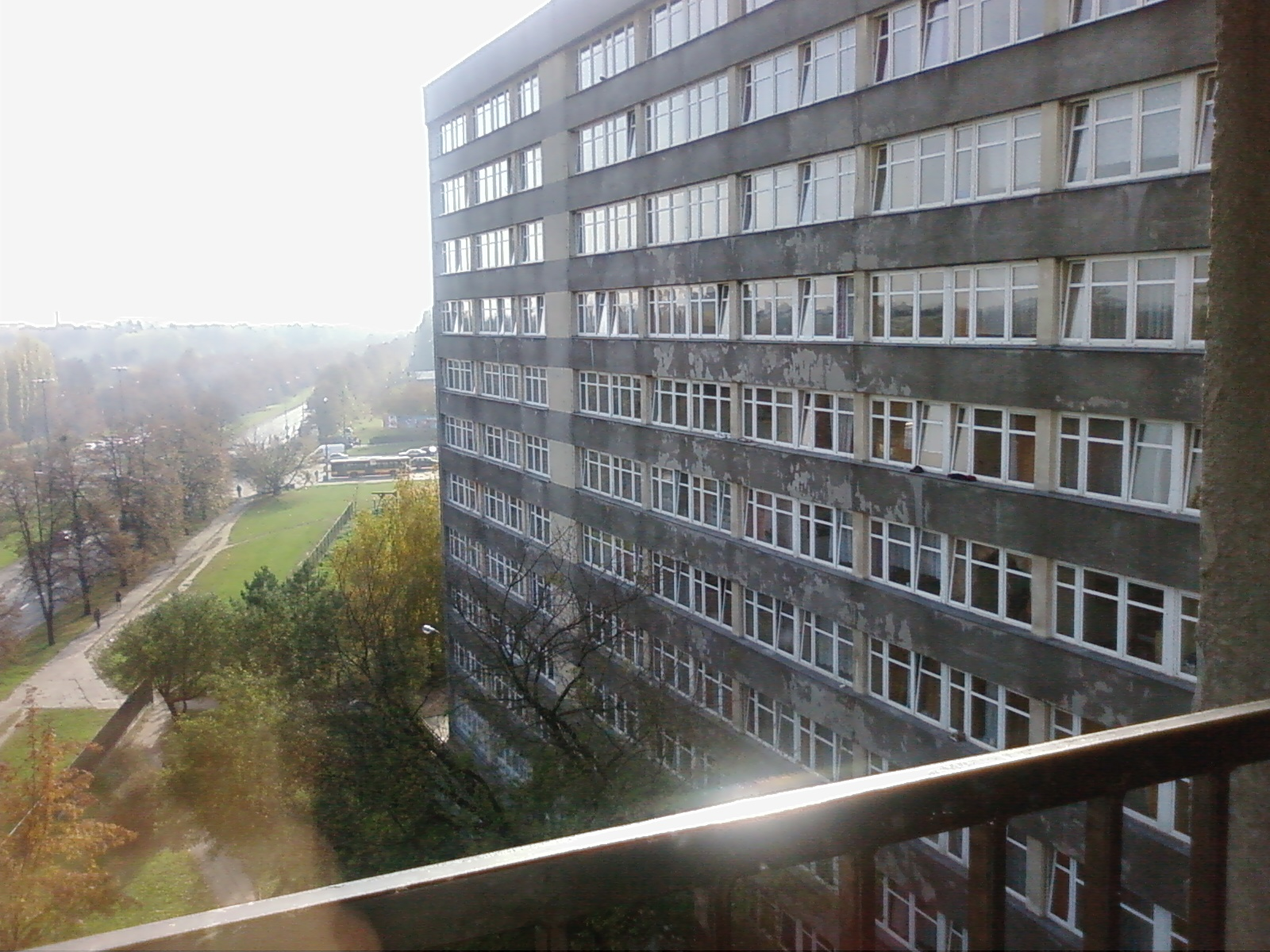
Dom Studenta nr 2 "Żwirek" przy ul. Żwirki i Wigury 95/99

Kampus Ochota – miasteczko uniwersyteckie w Warszawie, na Ochocie, pomiędzy ulicami: Wawelską, Żwirki i Wigury, Ks. Trojdena, Pawińskiego, Wolnej Wszechnicy i Pasteura, w którym, w bezpośrednim sąsiedztwie, znajdują się instytucje naukowe i akademickie. Ze względu na to, że teren ten nie jest zwarty, czego można oczekiwać od kampusu, jest określany również jako Zgrupowanie Ochota.
Plany utworzenia w południowo-zachodniej części Warszawy Dzielnicy Nauki, a później Dzielnicy Wiedzy przedstawiano w różnych okresach dwudziestego wieku, jednak w praktyce zrealizowano je szczątkowo. W latach 20. przy ówczesnej ulicy Opaczewskiej wybudowano budynek Wolnej Wszechnicy, a przy Wawelskiej Instytutu Radowego, a tuż przed wybuchem II wojny światowej gmach Instytutu Chemii Uniwersytetu Warszawskiego. Po wojnie pierwszy z tych budynków przejęła Wojskowa Akademia Polityczna im. Feliksa Dzierżyńskiego, a w latach 50. został on rozbudowany o nowe skrzydło od ulicy Pasteura, kilkadziesiąt lat później przejęte przez Uniwersytet Warszawski. W ich pobliżu, przy ulicy Pasteura w ramach tworzenia socrealistycznej Dzielnicy Wiedzy umiejscowiono budynki Instytutu Biologii Doświadczalnej PAN, a przy ulicy Żwirki i Wigury budynek uniwersyteckiego Wydziału Geologii. Dalekosiężny plan Dzielnicy Wiedzy zarzucono, natomiast na przydzielonych gruntach Uniwersytet Warszawski, Akademia Medyczna i instytuty PAN wybudowały kolejne budynki. W ten sposób mimo braku spójnego planu urbanistycznego, pomiędzy ulicami Wawelską a księcia Trojdena oraz Grójecką a Żwirki i Wigury na przełomie XX i XXI wieku znalazły się budynki kilkunastu jednostek zajmujących się głównie naukami matematyczno-przyrodniczymi i medycznymi.

## Kampus Ochota Uniwersytetu Warszawskiego
Zespół ten zaczęto określać jako Kampus Ochota, zwłaszcza jego część uniwersytecką. Według założeń polityki przestrzennej uniwersytetu z połowy lat 90. XX wieku kampus ten ma skupiać jednostki z zakresu nauk ścisłych i przyrodniczych, podczas gdy jednostki zajmujące się naukami humanistycznymi i społecznymi powinny zostać skupione na kampusie centralnym, a kampus Służew miał skupiać miejsca zakwaterowania, obiekty sportowe czy jednostki pozawydziałowe, co w kolejnych inwestycjach było jednak realizowane bez pełnej konsekwencji. Planowano wówczas znaczną rozbudowę kampusu centralnego, a nowa Dzielnica Uniwersytecka miała objąć znaczną część Powiśla i stać się warszawską „Dzielnicą Łacińską”. W 2007 Uniwersytet Warszawski rozstrzygnął konkurs na koncepcję Zgrupowania Ochota. Zwyciężyła w nim pracownia Kuryłowicz & Associates. W konsekwencji w następnych zrealizowano budowę kilku budynków określanych jako centra nowych technologii. W 2016 powstało Biuro Innowacji w Przestrzeni Akademickiej, które przyjęło nowe koncepcje rozwoju kampusu. Kampus Ochota w 2017 roku tworzyły budynki Wydziału Biologii, Wydziału Chemii, Wydziału Fizyki, Wydziału Geologii, Wydziału Matematyki, Informatyki i Mechaniki, Centrum Nauk Biologiczno-Chemicznych, Centrum Nowych Technologii, Środowiskowego Laboratorium Ciężkich Jonów, Ośrodka Badań nad Migracjami, Centrum Sportu i Rekreacji, domów studenckich (nr 1 Muchomorek i nr 2 Żwirek). W tym czasie planowano tam również budowę budynku Wydziału Psychologii. W pewnym oddaleniu od reszty wydziału biologii znajduje się Instytut Genetyki i Biotechnologii Wydziału Biologii UW, dzieląc pomieszczenia z Instytutem Biochemii i Biofizyki PAN. Łącznie w tym czasie uniwersyteckie Zgrupowanie Ochota liczy około 20 budynków stanowiących ok. 40% powierzchni UW. Jednak ponieważ powstawały one według różnych i niezależnych od siebie projektów w różnych epokach, ich układ nie jest podporządkowany żadnemu ogólnemu planowi. W ramach planu Biura Innowacji w Przestrzeni Akademickiej z lat 2017–2020 utworzono skwer Wyspa i przewidziano dalszą rozbudowę kampusu. Jego oś ma przebiegać od Kampusu Banacha po park Marii Skłodowskiej-Curie, przekraczając długość 1300 m, z czego 270 m ma przebiegać przez teren UW.

## Biocentrum Ochota Polskiej Akademii Nauk
Budynek Instytutu Biologii Doświadczalnej PAN powstał jeszcze w ramach Dzielnicy Wiedzy. Kolejne budynki instytutów Polskiej Akademii Nauk powstały później w rejonie ulicy Pawińskiego i Księcia Trojdena. W 2008 utworzyły one Konsorcjum Biocentrum Ochota Polskiej Akademii Nauk, w skład którego weszły: Instytut Biochemii i Biofizyki, Instytut Biocybernetyki i Inżynierii Biomedycznej, Instytut Biologii Doświadczalnej, Instytut Medycyny Doświadczalnej i Klinicznej, Instytut Podstawowych Problemów Techniki i Międzynarodowy Instytut Biologii Molekularnej i Komórkowej (niezależny od PAN).

## Kampus Banacha WUM
Na terenie pomiędzy uniwersyteckim Kampusem Ochota a większością budynków Biocentrum Ochota znajduje się Kampus Banacha Warszawskiego Uniwersytetu Medycznego. Centrum zespołu Akademii Medycznej było planowane w tym miejscu już w ramach Dzielnicy Wiedzy, ale nie zostało zrealizowane. Miasteczko medyczne zaczęto budować dopiero po 1965. W 1970 gmach Wydziału Farmaceutycznego wygrał w konkursie „Mister Warszawy”. W 1975 otwarto szpital kliniczny na ulicy Banacha, a w 2000 nowy rektorat na ulicy Żwirki i Wigury. W 2019 w skład kampusu wchodziły: rektorat, Centrum Dydaktyczne, Centrum Biblioteczno-Informacyjne, Centrum Sportowo-Rehabilitacyjne, budynek Farmacji, budynek ZIAM, budynek Centrum Badań Przedklinicznych i Technologii i kilka mniejszych jednostek umiejscowionych w budynkach przy ulicy Pawińskiego. Ponadto znajduje się tu Dziecięcy Szpital Kliniczny.

## Jednostki
- Polska Akademia Nauk
  - Instytut Biologii Doświadczalnej im. Marcelego Nenckiego
  - Instytut Biochemii i Biofizyki PAN (IBB)
  - Instytut Medycyny Doświadczalnej i Klinicznej im. M. Mossakowskiego (IMDiK)
  - Instytut Biocybernetyki i Inżynierii Biomedycznej (IBIB)
  - Instytut Podstawowych Problemów Techniki (IPPT)

- Uniwersytet Warszawski
  - Wydział Biologii
  - Wydział Chemii
  - Wydział Fizyki
  - Wydział Geologii
  - Wydział Matematyki, Informatyki i Mechaniki
  - Środowiskowe Laboratorium Ciężkich Jonów, dysponujące od 1994 cyklotronem ciężkich jonów
  - Interdyscyplinarne Centrum Modelowania Matematycznego i Komputerowego (ICM)
  - Centrum Sportu i Rekreacji
  - domy studenckie DS1 „Muchomorek“ i DS2 „Żwirek”, położone przy ulicy Żwirki i Wigury 97/99 oraz 95/97
  - Klub Proxima

- Międzynarodowy Instytut Biologii Molekularnej i Komórkowej (IIMCB)
- Centrum Nowych Technologii UW (CeNT) – konsorcjum zrzeszające pięć jednostek naukowych Kampusu Ochota mieszczące się w nowym budynku wybudowanym na terenie kampusu

- Warszawski Uniwersytet Medyczny
  - Wydział Farmacji
  - Szpital kliniczny Warszawskiego Uniwersytetu Medycznego
  - Rektorat